# Messier 91
Messier 91 (também conhecido como M91 ou NGC 4548) é uma galáxia espiral barrada pertence ao Aglomerado de Virgem. Está localizada na constelação de Coma Berenices a 63 milhões de anos-luz da Terra. Foi descoberta por Charles Messier em 1781.

## Descoberta e visualização
A galáxia espiral barrada foi descoberta pelo astrônomo francês Charles Messier em 18 de março de 1781, quando decidiu realizar um empreendimento de observações de nebulosas que estavam naquela região da esfera celeste, na constelação de Virgem. Em apenas uma única noite, catalogou 8 galáxias, incluindo M90, além de um aglomerado globular, Messier 92. Entretanto, Messier cometeu um erro ao descrever sua posição na esfera celeste.
Foi redescoberto independentemente por William Herschel, descobridor de Urano, em 8 de abril de 1784 e quase 80 anos depois foi listado como a entrada "NGC 4548" no New General Catalogue.
É um dos objetos Messier mais difíceis de visualizar com equipamentos amadores. Sua barra galáctica pode ser vista mesmo com os menores telescópios em um céu noturno em boas condições, mas seus braços podem apenas ser visualizados com equipamentos maiores.

## Características
É a galáxia de menor brilho do catálogo Messier pertencente ao aglomerado de Virgem. Permaneceu perdida por um erro de Messier na descrição de sua posição na esfera celeste até 1969, quando o astrônomo amador William C. Williams descobriu que o astrônomo francês havia descrito a posição de M91 em relação a Messier 89, e não em relação a Messier 58, como descrito em seu catálogo.
Antes da resolução de sua posição por Williams, pensava-se que Messier confundiu a galáxia com um fraco cometa, ou uma duplicação de M58, de acrdo com Owen Gingerich. A galáxia de afasta da Terra a uma velocidade de 400 km/s. Como membro do aglomerado de Virgem, sua distância em relação ao Sistema Solar é de 60 milhões de anos-luz, e seu diâmetro aparente de 5,4 minutos de grau corresponde a um diâmetro real de 94 000 anos-luz.